# 大欖

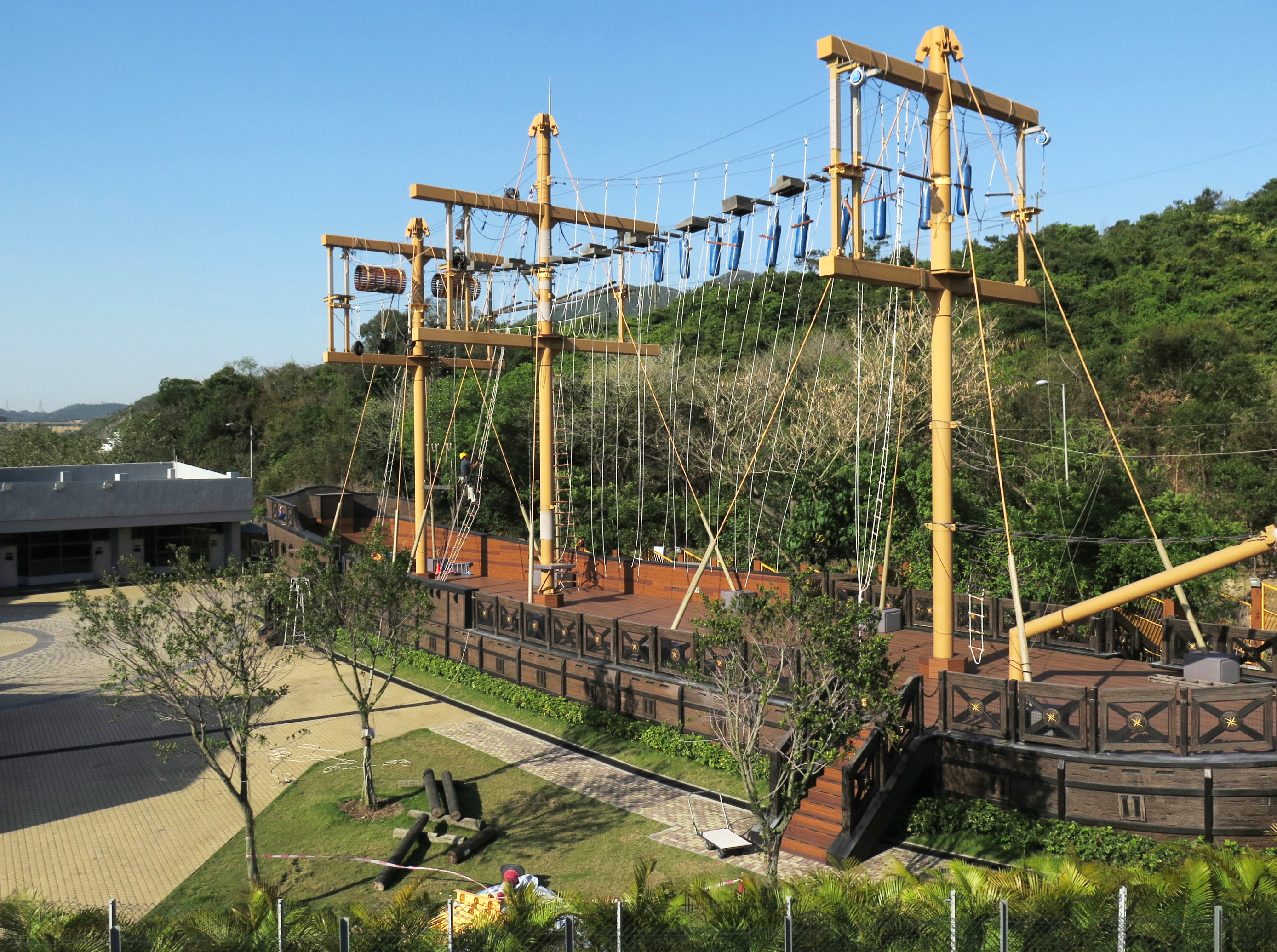
職業訓練局和富慈善基金李宗德博士全人發展教育中心

大欖（英語：Tai Lam）（有時將欖寫作杬），又稱大欖，是香港屯門區最東南的地方，位於青山公路16英里处，小欖之東，與荃灣區的青龍頭接壤。
「大欖涌」原指由「大欖」旁邊流出海的涌，涌旁亦有一村落以此為名；但現時已升格為分區地名，與「大欖」通用。因現時大部份人不懂「涌」字原意，而將原來河涌誤稱為「大欖涌河」或「大欖涌渠」，例如政府。
設有燒烤亭，醫院和的士站。

## 公共設施
- 大欖涌消防局
- 大欖懲教所
- 大欖女懲教所
- 職業訓練局海事訓練學院
- 職業訓練局和富慈善基金李宗德博士全人發展教育中心

## 康樂設施

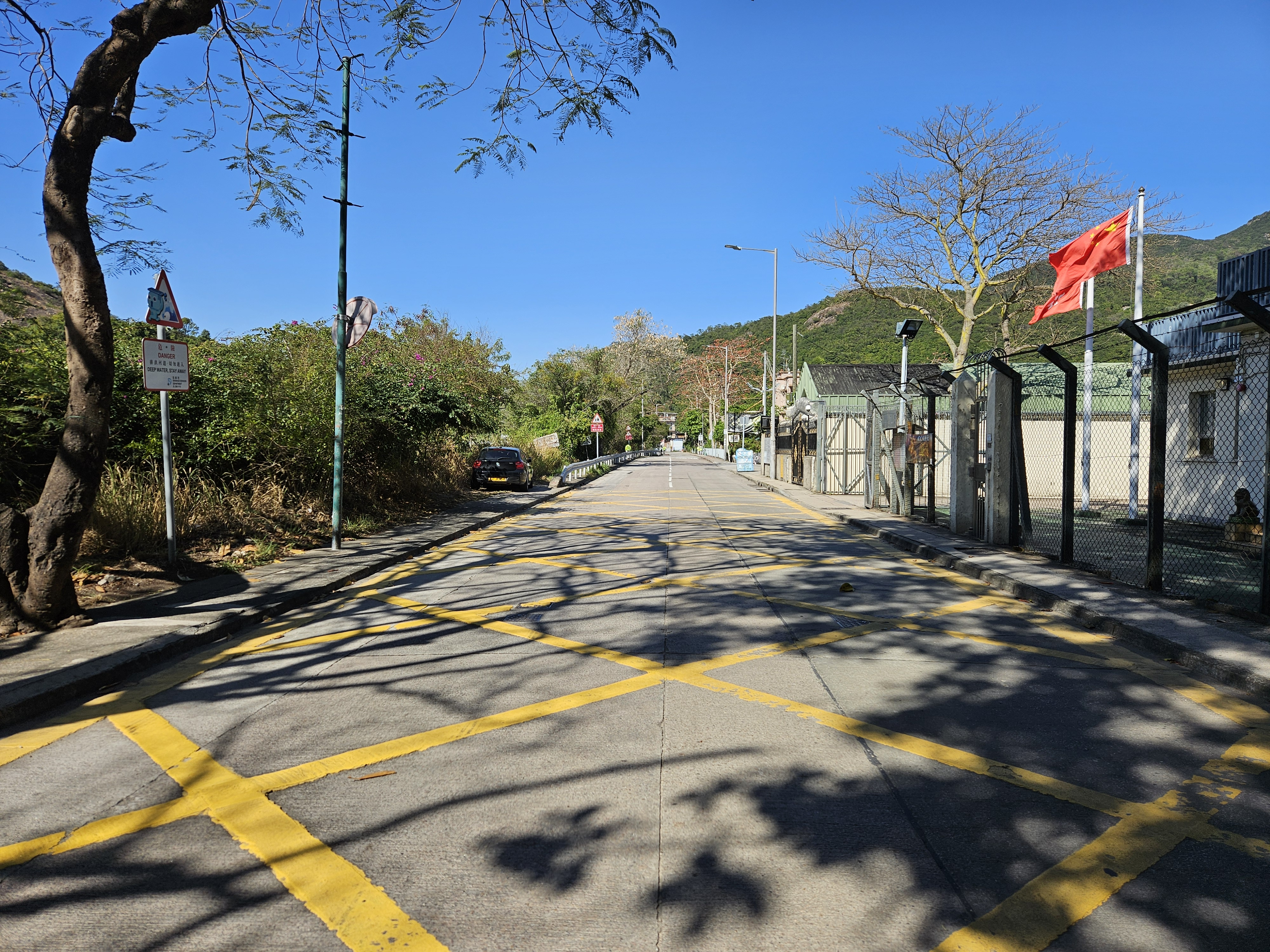
大欖涌道

區內有一個私營燒烤場，大欖燒烤 TLCBBQ （页面存档备份，存于），位於大欖涌道大欖涌村385地段263號 （页面存档备份，存于）。

## 學校
- 大欖涌公立學校（已被殺校）
- 躍思（大欖）幼稚園（2013年殺校）
- 大欖涌幼稚園（已經結業）
- 躍思國際幼稚園

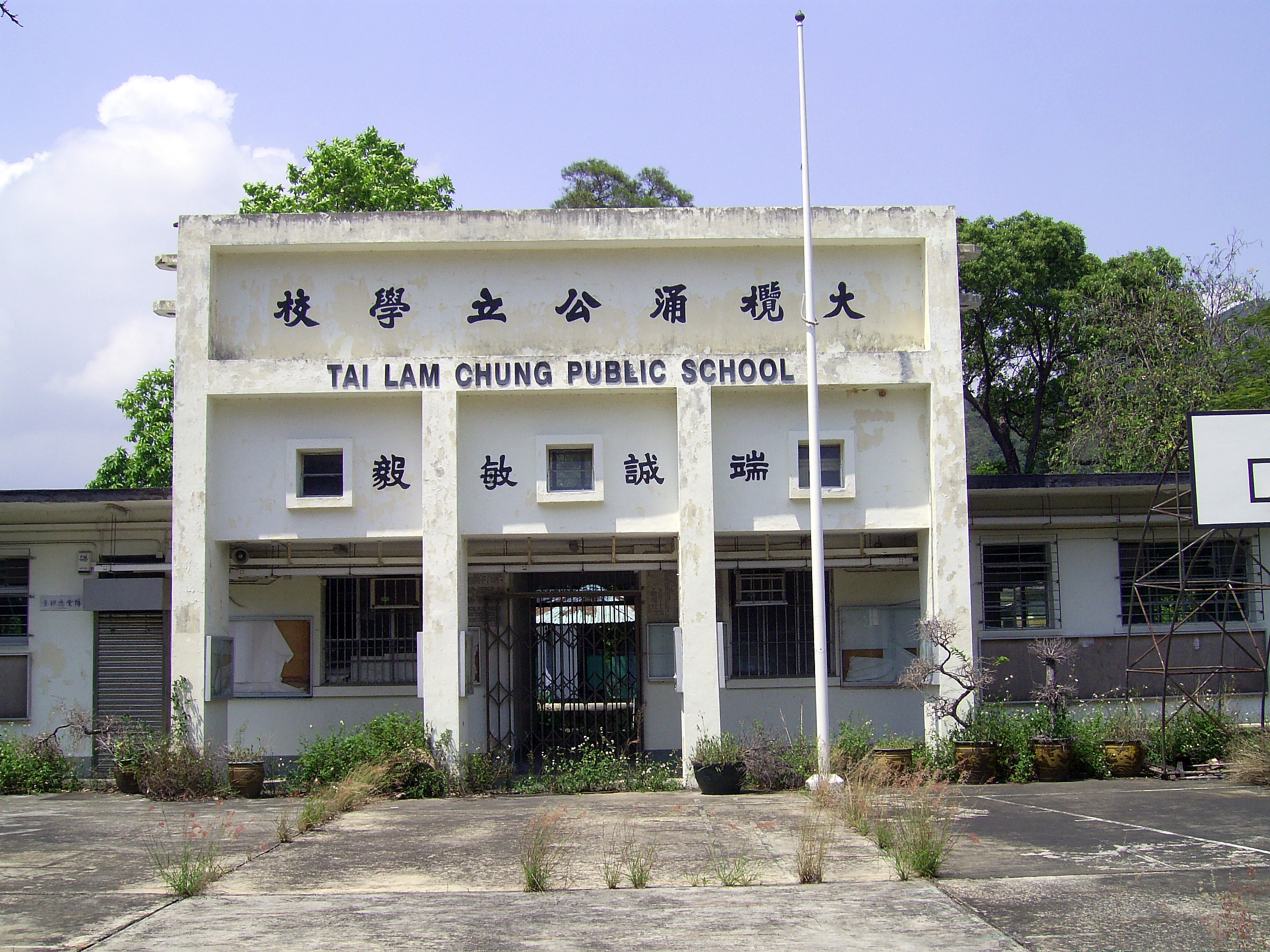
大欖涌公立學校
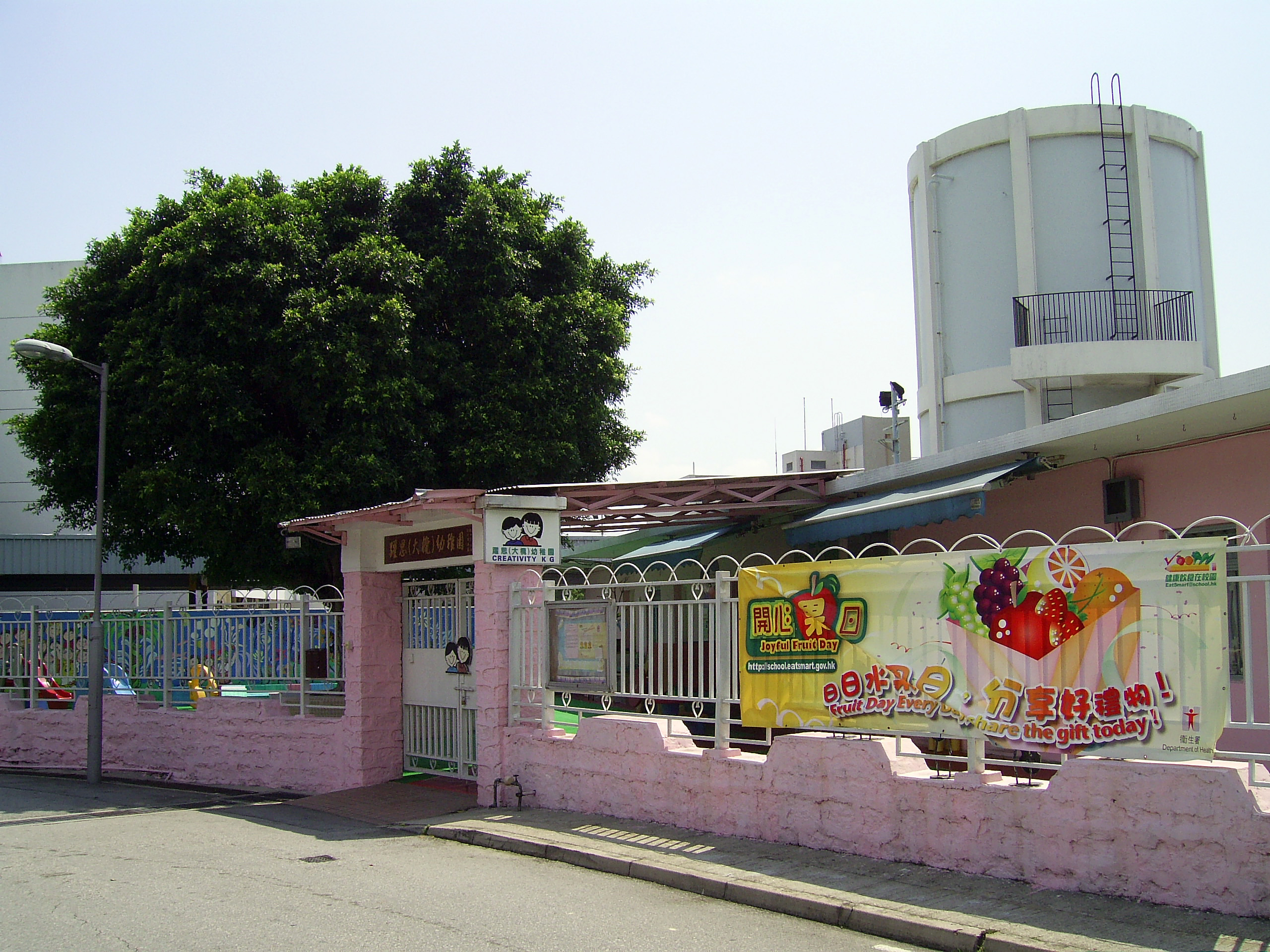
躍思（大欖）幼稚園

## 鄉村

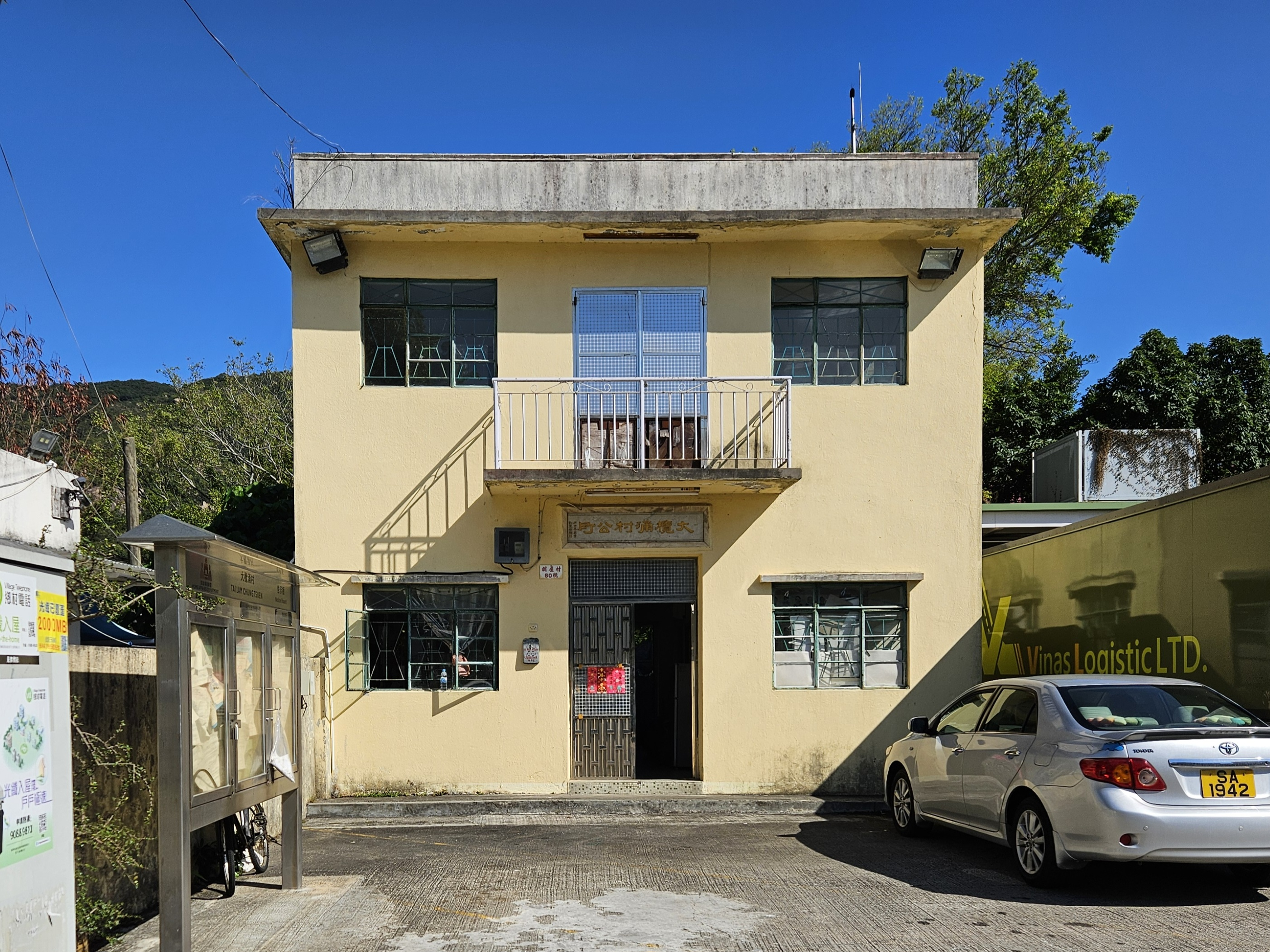
大欖涌村公所

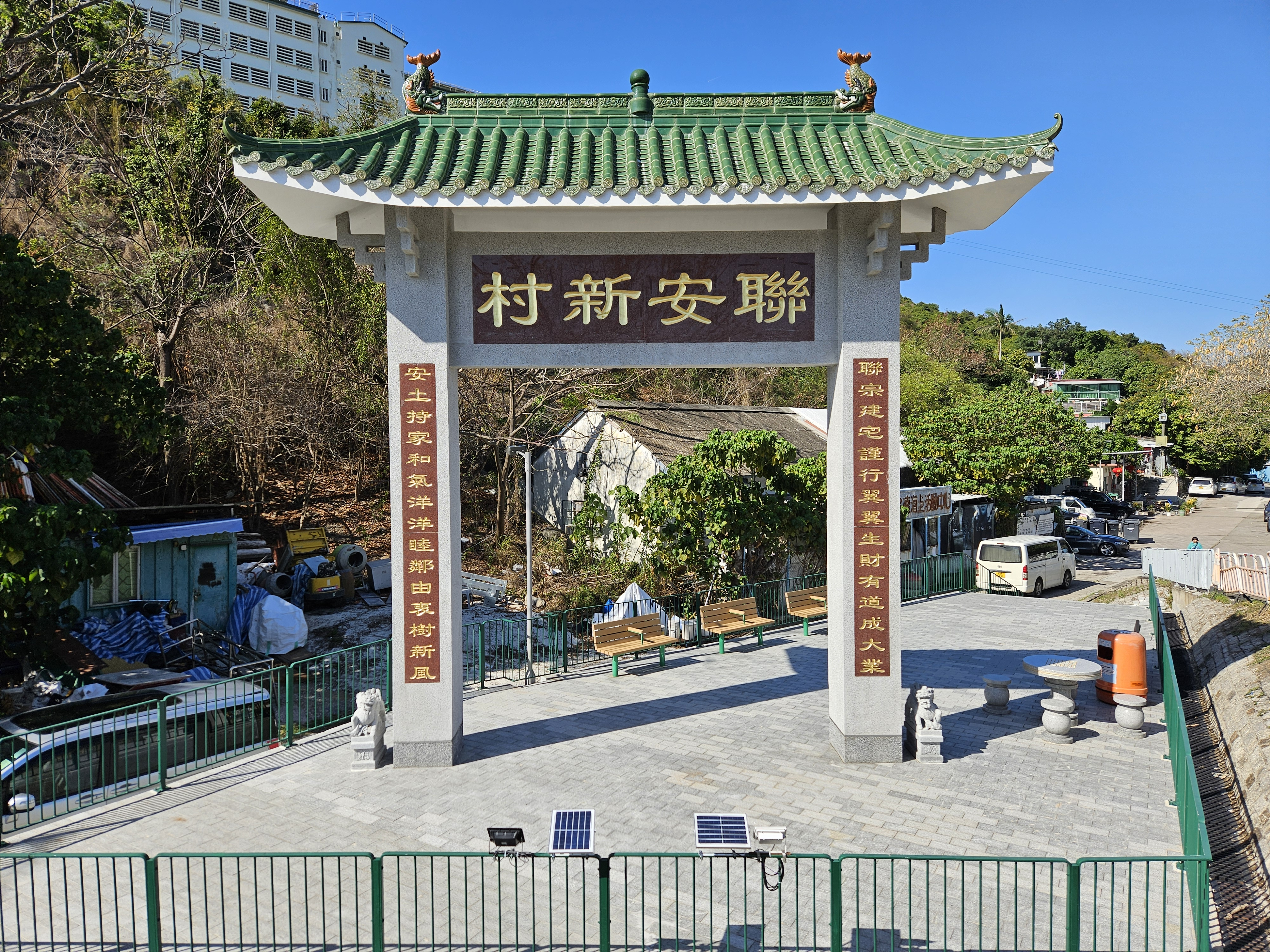
聯安新村牌坊

- 大欖涌村
- 黃屋村
- 胡屋村
- 聯安新村

## 誤解
以「大欖」命名的大欖隧道並不能通往大欖，隧道只是穿過大欖郊野公園。

## 區議會議席分佈
由於大欖和小欖現時以低密度住宅為主，人口較少，為方便比較，以下列表以青山公路－大欖段沿線地區為範圍。
| 年度/範圍            | 2000-2003 | 2004-2007                | 2008-2011                | 2012-2015                | 2016-2019                | 2020-2023                  | 2024-2027  |
| -------------------- | --------- | ------------------------ | ------------------------ | ------------------------ | ------------------------ | -------------------------- | ---------- |
| 青山公路－大欖段以南 | 三聖選區  | 三聖選區                 | 三聖選區                 | 三聖選區                 | 三聖選區                 | 三聖選區                   | 屯門東選區 |
| 青山公路－大欖段以北 | 三聖選區  | 分散在恆福選區及三聖選區 | 分散在恆福選區及三聖選區 | 分散在恆福選區及三聖選區 | 分散在恆福選區及三聖選區 | 分散在掃管笏選區及三聖選區 | 屯門東選區 |

註：以上主要範圍尚有其他細微調整（包括編號），請參閱有關區議會選舉選區分界地圖及條目。